# Aurélie Caouette
Catalina Aurelia Caouette (Saint-Hyacinthe, 11 de junio de 1833 - ibídem, 6 de julio de 1905), también conocida como Aurélie Caouette o según su nombre religioso Aurelia de la Preciosísima Sangre, fue una religiosa y mística canadiense, fundadora de la Congregación de las Adoratrices de la Preciosísima Sangre.

## Biografía
Nació en la ciudad de Saint-Hyacinthe, en el Quebec (Canadá), el 11 de junio de 1833. Desde su juventud sintió el deseo de consagrarse como religiosa, por lo cual entró a la Congregación de Nuestra Señora de Montreal, la cual abandonó cuando tenía 17 años (1850) por causa de los continuas experiencias místicas de las que era objeto, y que fueron incomprendidas por sus compañeras de congregación. Ese mismo año ingresó a la Tercera Orden de Santo Domingo y con tres compañeras terciarias, fundó la Congregación de las Adoratrices de la Preciosísima Sangre con el fin de adorar el misterio cristiano de la Redención de Cristo, a través de su Sangre.
El primer monasterio del instituto se fundó en Saint-Hyacinthe el 14 de septiembre de 1861, día en que las primeras religiosas profesaron sus votos. Catalina tomó el nombre de Aurelia de la Preciosísima Sangre (en francés: Aurélie du Précieux-San). Por 44 años, Caouette gobernó la congregación, fundó diez monasterios y conoció la expansión del instituto por Canadá y los Estados Unidos.
Aurelia murió en el monasterio de Saint-Hyacinthe el 6 de julio de 1905. Fue enterrada inicialmente en el cementerio del monasterio, siendo su cuerpo trasladado en el 2018 a un mausoleo ubicado en el cementerio de la Catedral de Saint-Hyacinthe. Poco después de su muerte hubo movimientos para proponerla para su canonización, y la primera solicitud formal se hizo en 1929. El 20 de noviembre de 1984 se inició su proceso de canonización, por lo cual es considerada en la iglesia católica una sierva de Dios. El 1 de diciembre de 2016 fue declarada Venerable.